# Irvine, California
Irvine este un oraș din California, SUA.
Se află la o altitudine de 56 picioare deasupra nivelului mării. Are o suprafață de 170,742476 km². Populația este de 281.707 locuitori, determinată în 2020, prin recensământ.

## Personalități născute aici
- Noah Oliver Smith (cunoscut ca Yeat, n. 2000), rapper.